# Tim Lincecum

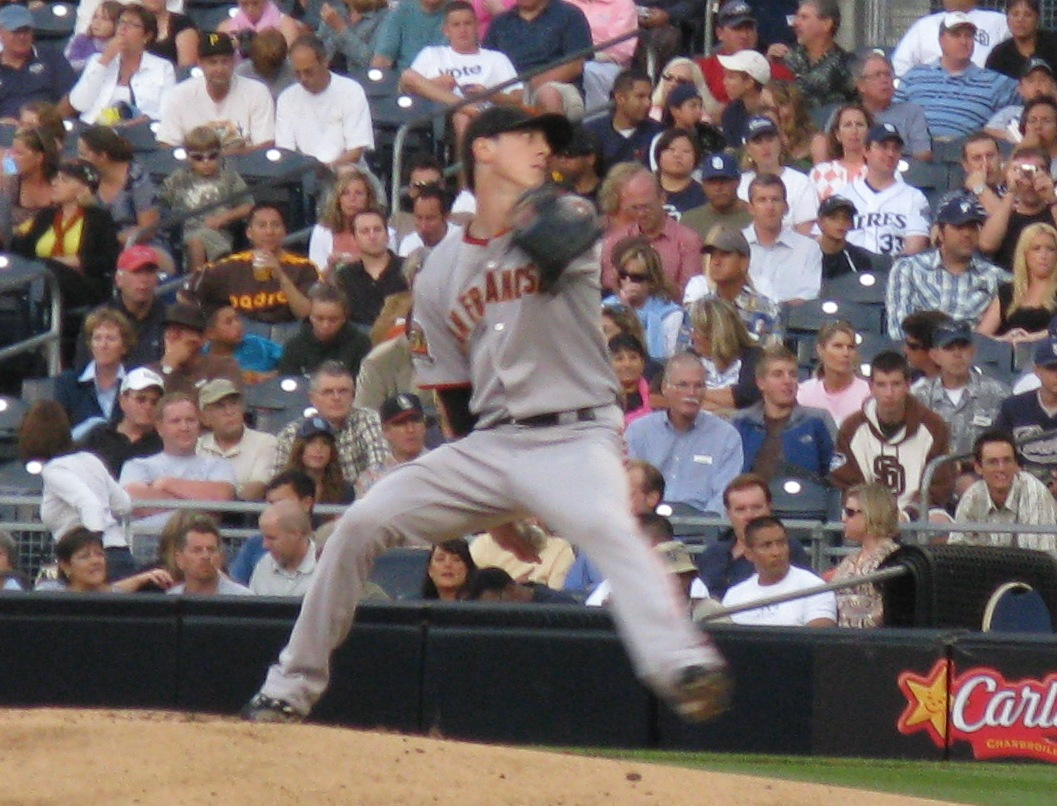
Lincecum aan het pitchen in wedstrijd op 1 augustus 2008 in San Diego

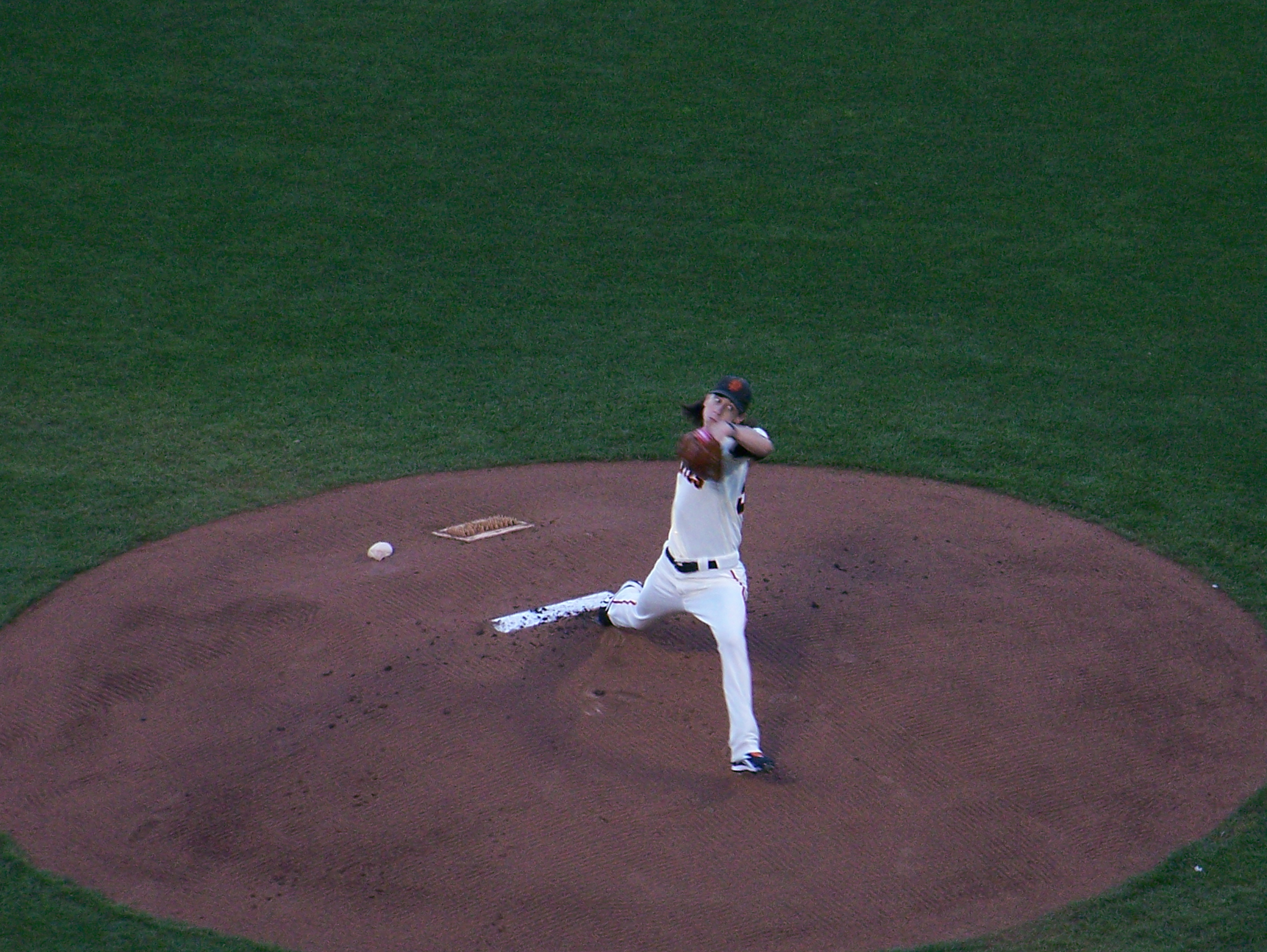
Lincecum in september 2010

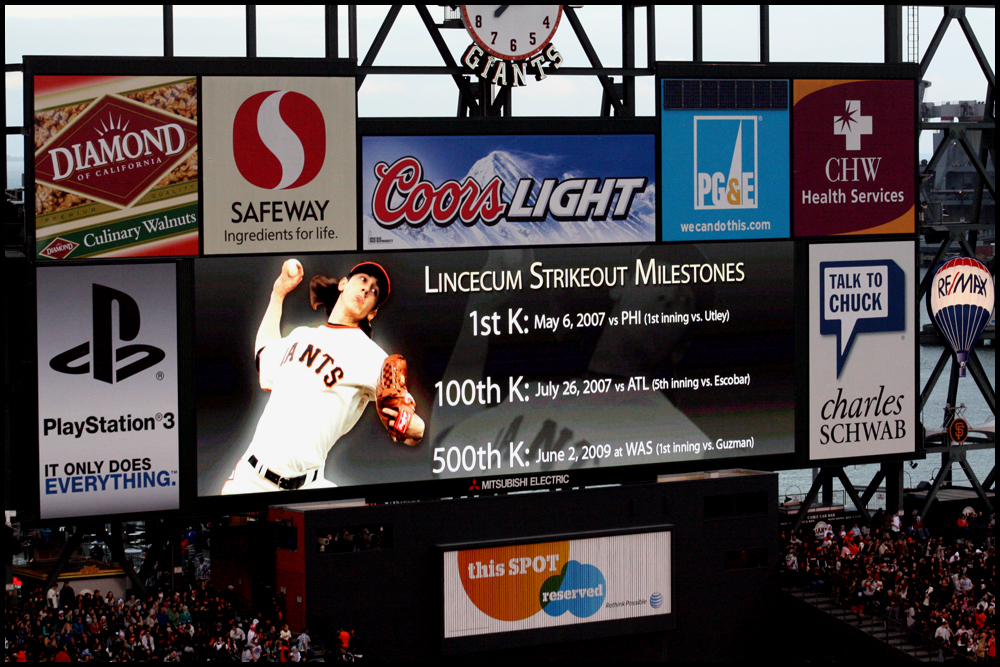
Lincecums strikeout mijlpalen

Timothy Leroy Lincecum (Bellevue, 15 juni 1984) is een Amerikaans voormalig honkballer die tien seizoen speelde in de Major League Baseball. Gedurende zijn carrière kwam hij negen seizoenen uit voor de San Francisco Giants en één seizoen voor de Los Angeles Angels. Met de Giants won hij drie keer de World Series. Daarnaast won hij individueel twee keer de Cy Young Award.

## Biografie
Lincecum behaalde zijn middelbareschooldiploma op de Liberty Senior High School in Renton (Washington), waar hij twee seizoenen honkbal speelde in het schoolteam. Als senior won hij de prijs "de beste speler van de staat" en leidde zijn school naar het 3A staatskampioenschap in 2003.
Na de middelbare school ging Lincecum spelen voor de Universiteit van Washington. In 2006 eindigde hij uiteindelijk met een 12-4 record, een ERA van 1,94, 199 strikeouts en drie saves in 125⅓ inning als een Washington Husky. Hij won in 2006 de Golden Spikes Award, die jaarlijks wordt toegekend aan de beste amateurhonkballer.

## Minor league carrière
Lincecum werd geselecteerd door de Chicago Cubs in de Major League Baseball Draft van 2003 in de 48e ronde, maar tekende geen contract. Hierna besloot Lincecum college bij te wonen en werd wederom geselecteerd, maar nu door de Cleveland Indians in de Major League Baseball Draft van 2005. Ook deze keer tekende hij geen contract. Het daaropvolgend jaar van de Major League Baseball werd hij door de San Francisco Giants als 10e opgesteld, waardoor hij de eerste was van de Universiteit van Washington die in de eerste ronde kon beginnen. Hij sloot een contract met een bonus van 2,025 miljoen dollar.
Hij maakt zijn debuut op 26 juli 2006 in een wedstrijd van Salem-Keizer Volcanoes tegen de Vancouver Canadians, waarbij hij één inning pitchte en alle drie de slagmensen uitgooide.

## Major league carrière

### 2007
Terwijl Russ Ortiz, de 5e starter van San Francisco Giants geblesseerd was, werd Lincecum opgeroepen uit Fresno om zijn eerste eerste grote wedstrijd te spelen tegen de Philadelphia Phillies op 6 mei 2007. In de eerste inning uit zijn Major league carrière kregen er 2 slagmensen de kans om te lopen en gooide later nog 3 mensen uit.
In 4 starts in juni 2007 gaf hij 22 runs toe in 18⅔ inning, om met een uiteindelijke ERA van 10,61 te eindigen. Op 1 juli, in een wedstrijd van 7 inningen tegen de Arizona Diamondbacks gooide hij er 12 uit, het op 4 na hoogste aantal ooit door een rookie van de Giants.
Later, in september 2007, werd Lincecum, als voorzorgsmaatregel, uit de selectie gezet vanwege de vele innings die hij had gespeeld in zijn eerste jaar in de Major league. Hij kwam uiteindelijk uit op een totaal van 177⅓ inning, die hij had gespeeld in de Minor- en Major leage.

### 2008
De Giants vroegen Lincecum om geen bullpensessies te gooien buiten het seizoen om. De manager van de Giants, Bruce Bochy, zei tegen de San Francisco Chronicle dat ze voorzichtig waren, omdat er studies waren die aangaven dat pitchers die meer dan 200 innings in het begin van hun carrière gooide vatbaarder waren voor blessures op later leeftijd.
Op 7 juli 2008 stond Lincecum op de cover van Sports Illustrated. De dag hiervoor was hij geselecteerd om zijn allereerste Major League Baseball All-Star Game te spelen. Echter, hij werd opgenomen in het ziekenhuis als gevolg van griep-achtige symptomen op de dag van de wedstrijd en kon daardoor dus niet pitchen. Op 26 juli, in een wedstrijd tegen de Arizona Diamondbacks gooide hij 13 slagmensen uit, stond hij maar 7 runs toe.
Hij pitchte zijn eerst volledige wedstrijd tegen de San Diego Padres op 13 september 2008. In 9 inningen gooide hij 138 pitches en gooide daarbij 12 slagmensen uit. Deze 138 pitches in één wedstrijd was het meeste vergeleken met elke andere pitcher in 2008. Hij sloot dit seizoen af met een record van 18–5.

### 2009
Na het winnen van de NL Cy Young Award in 2008 ging hij verder met het domineren van de National Leage. Op 3 juli werd aangekondigd dat hij de NL Pitcher of the Month voor de maand juni was.
Na 20 starts had Lincecum al een 11-3 record vergaard met een ERA van 2,3, 183 strikeouts, vier complete wedstrijden en twee shutouts. Op 27 juli pitchde hij een volledige wedstrijd en had aan het einde 15 strikeouts geworpen tegen de Pittsburgh Pirates. Een paar dagen later, op 3 augustus 2009 was Lincecum de National League Player of the Week.

### 2010
In 2010 ging Lincecum verder met zijn overheersing in de Major league door het seizoen te starten met een score van 5-0. Zijn strike-outs stapelden snel op. Op 15 juli 2010, in zijn eerste start na de All-Star game, gooide Lincecum een zes-hit tegen de New York Mets.
Later, op 7 oktober 2010, in de eerste wedstrijd van de National League Division Series, pitchde Lincecum een complete twee-hit wedstrijd shutout, waarbij hij er 14 uitgooide en een record verbrak. Met de Giants haalde en won hij in 2010 de World Series. Daarin pitchte hij in de eerste en de vijfde wedstrijd, waarin de Giants de Texas Rangers met 4-1 (in wedstrijden) versloegen. In de vijfde wedstrijd van de World Series gooide Lincecum 10 strikeouts in 8 innings.

### 2011
Op 4 mei gooide hij 12 Mets uit waardoor hij recordhouder werd van aantal gepitchde wedstrijden met meer dan 10 strikeouts uitkomend op 29.
Lincecum verzamelde dit record in 129 starts verspreid over 5 seizoenen Op de 6e van juni 2011 haalde hij zijn 1000e strikeout waarbij hij Jerry Hairston Jr. uitgooide. Hij bereikte dit aantal in zijn 5e jaar in de Major league en is tevens de enige honkballer die dit ooit heeft behaald.

### 2012
In 2012 won Lincecum voor de tweede keer in drie jaar tijd de World Series met de Giants. Hij speelde in zowel de eerste als de derde wedstrijd.

### 2013
Op 13 juli 2013 gooide Lincecum de eerste no-hitter in zijn MLB carrière, tegen de San Diego Padres. Het was de eerste no-hitter ooit in Petco Park, het thuisstadion van de Padres. Lincecum tekende na het seizoen 2013, op 22 oktober, tekende Lincecum een tweejarig contract met een waarde van $35 miljoen bij de Giants.

### 2014
Op 25 juni 2014 gooide Lincecum de tweede no-hitter in zijn carriere, opnieuw tegen de Padres. Met de Giants won hij voor de derde keer de World Series.

### 2016
Op 20 mei 2016 tekende hij als free agent een contract voor één seizoen bij de Los Angeles Angels of Anaheim. Na het seizoen werd hij een free agent.
- International Standard Name Identifier: 0000 0001 1555 5592
- Library of Congress Control Number: n2011012525
- Virtual International Authority File: 168843603
- WorldCat: E39PBJm9f8FvHR3ThtbfqMVDMP